# 13e brigade de cavalerie (Inde britannique)
La 13e brigade de cavalerie (en anglais : 13th Cavalry Brigade), devenue plus tard la 5e brigade montée (5th Mounted Brigade) était une brigade de Yeomanry de l'armée britannique, formée dans le cadre du Territorial Force en 1908.

## Histoire
La 13e brigade de cavalerie fut établie en Inde en août 1914, dans le cotexte des préparatifs militaires liés au déclenchement de la Première Guerre mondiale. Elle était composée de régiments de cavalerie régulière de l'armée indienne et de Imperial Service Troops. Elle fut initialement intégrée à la 5e division de cavalerie, une nouvelle unité également levée en Inde. En décembre de la même année, la division et la brigade quittèrent l'Inde en direction de la France, débarquant à Marseille le 26 décembre 1914 et rejoignant le Corps expéditionnaire britannique. Dans un premier temps, la division fut regroupée avec la 2e division de cavalerie indienne au sein du Corps de cavalerie indien, placé sous le commandement du lieutenant-général Beauvoir De Lisle. Cependant, les divisions de cavalerie indiennes furent rapidement séparées et employées de manière autonome.
Au début de l'année 1916, il fut décidé de renvoyer la 5e division de cavalerie en Inde, où elle fut dissoute. Néanmoins, la 13e brigade de cavalerie, accompagnée de la 29e batterie à cheval (Royal Horse Artillery) et de l'escadron de mitrailleuses de la 13e cavalerie, fut transférée à la 2e division de cavalerie le 1er mars 1916. Au sein de cette division, elle servit tant sur le front occidental que sur le front oriental.
En novembre 1916, la brigade fit l'objet d'un nouveau transfert, cette fois-ci vers le théâtre d'opérations de la Mésopotamie. Elle arriva à Bassorah le 18 décembre 1916 et rejoignit la 7e division de cavalerie indienne, récemment formée. Avec cette division, elle participa à l'avance sur Bagdad au printemps 1917, ainsi qu'au reste de la campagne de Mésopotamie.
En avril 1918, la division fut dissoute et la brigade, rebaptisée 13e brigade de cavalerie impériale, devint une brigade indépendante placée sous les ordres du XXIe corps d'armée. En juin 1918, la brigade fut renforcée par l'arrivée de la brigade de cavalerie du service impérial. À partir de septembre 1918, elle participa à l'offensive finale en Palestine, prenant part notamment aux batailles de Sharon et de Megiddo,.
À la fin du conflit, la brigade était intégrée à la 14e division d'infanterie indienne. Elle stationna en Palestine et en Syrie jusqu'en mai 1919, date à laquelle elle fut dissoute.